# Gottlob Berner
Freund Jacob Gottlob Berner (14. december 1823 i Svaneke—22. januar 1914 i København) var en dansk teaterintendant. 
Berner antogs 1839 som volontær på teaterkontoret, hvor han var avanceret til fuldmægtig, da J.L. Heiberg 1849 gjorde ham til teatersekretær, i hvilken stilling han med et par års afbrydelse (1857—59), da han røgtede teatrets bogholderi, forblev, indtil han 5. oktober 1866 konstitueredes som intendant for teatret under konferensråd Linde som chef; denne konstitution ophørte med udgangen af 1875—76. Berner, hvis administration karakteriseredes af streng sparsommelighed og nøjagtig ordenssans, var medlem af den under 7. juni 1867 nedsatte teaterkommission, der foreslog en ny teaterbygning, ligeledes af bygningskommissionen for denne (1872), og øvede ikke ringe indflydelse i den 1893 nedsatte teaterøkonomikommission.